# Zemplínske Kopčany
Zemplínske Kopčany és un poble i municipi d'Eslovàquia. Es troba a la regió de Košice, a l'est del país.

## Història
La primera referència escrita de la vila data del 1332.

## Demografia
| Godina             | 1994 | 2004   | 2014    | 2024    |
| ------------------ | ---- | ------ | ------- | ------- |
| Nombre de persones | 218  | 232    | 441     | 515     |
| Diferència         |      | +6,42% | +90,08% | +16,78% |

| Godina             | 2023 | 2024   |
| ------------------ | ---- | ------ |
| Nombre de persones | 518  | 515    |
| Diferència         |      | −0,57% |